# Россано
Россано (італ. Rossano, сиц. Russanu) — муніципалітет в Італії, у регіоні Калабрія, провінція Козенца.
Россано розташоване на відстані близько 440 км на південний схід від Рима, 75 км на північ від Катандзаро, 45 км на північний схід від Козенци.
Населення — 36 889 осіб (2014).
Щорічний фестиваль відбувається 26 вересня. Покровитель — Святий Ніл Россанський.

## Демографія
Населення за роками:

Станом на 31 грудня 2014 року в муніципалітеті офіційно проживало 3825 іноземців з 52 країн, серед них 3254 громадяни країн Євросоюзу та 118 громадян України.

## Персоналії
- Іван VII (? — 707) — вісімдесят шостий папа Римський (1 березня 705—18 жовтня 707)
- Іван XVI (антипапа) (? — 1001) — антипапа у 997—998 роках.

## Сусідні муніципалітети
- Калопедзаті
- Корильяно-Калабро
- Кропалаті
- Крозія
- Лонгобукко
- Палуді